# Zacharie Tshimanga Wa Tshibangu
Zacharie Tshimanga Wa Tshibangu était un historien et universitaire congolais né le 4 octobre 1941 à Musefu (Kasaï Occidental). 
Il fut le premier historien congolais à écrire une histoire générale du Congo (Ex zaire) en 1976.
Il fut cofondateur et premier vice-président de la SOHIZA (Sociétés des historiens zaïrois) aux côtés du professeur Isidore Ndaywel è Nziemen février 1974.
Il est mort à Bruxelles le 10 décembre 1985. Il était marié à Véronique Chikwaka et était père de quatre enfants.

## Biographie

### Formations et parcours universitaire en France
Formé initialement au Congo pour l'ensemble de sa scolarité primaire et secondaire, Tshimanga Wa Tshibangu obtint une bourse d'études pour poursuivre ses études supérieures en Europe. 
En 1967, il obtint une licence ès lettres, histoire et géographie à l'université Toulouse-Jean-Jaurès anciennement université de Toulouse Le Mirail II. 
L'année d'après, il obtient une maitrise d'histoire en histoire de la colonisation à l'université Toulouse-Jean-Jaurès. 
Il finit ses études universitaires en 1971 en obtenant un doctorat de 3e cycle en histoire toujours dans la même université.

### Fonction et parcours en République démocratique du Congo
Après son séjour en France, Tshimanga wa Tshibangu retourna au Congo où il fut affecté à l'Institut supérieur pédagogique de Bukavu en occupant les postes de Professeur, chef de département d'histoire, directeur général adjoint de l'Institut supérieur pédagogique de Bukavu entre 1972 et 1975. 
En 1976, il devint secrétaire général académique poste qu'il occupera l'ISP Bukavu puis à l'université de Kisangani jusqu'à son décès.

### Travaux universitaires
Thèse en doctorat d'histoire en 1971 La France et la conférence anti-esclavagiste de Bruxellessous la direction de Xavier Yacono.

## Illustrations d'ouvrages

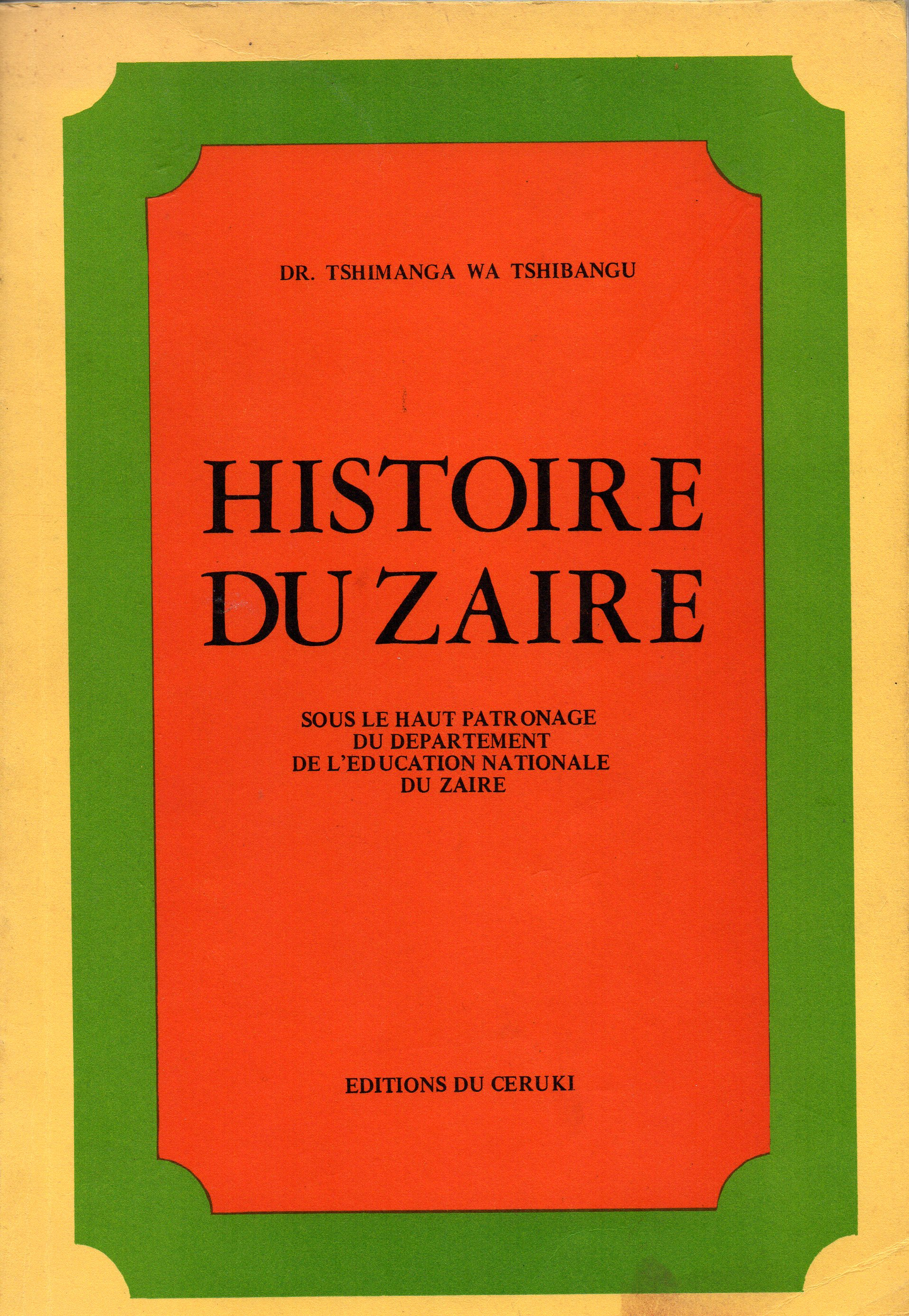
Histoire du Zaire
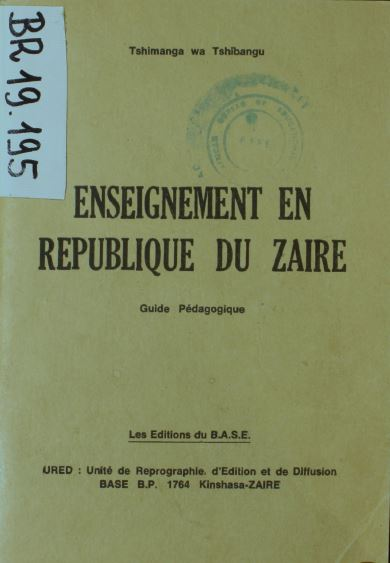
Enseignement en Republique du Zaire